# Belmont-sur-Rance (tổng)
Tổng Belmont-sur-Rance là một tổng thuộc tỉnh Aveyron trong vùng Occitanie.
Tổng này được tổ chức xung quanh Belmont-sur-Rance ở quận Millau. Độ cao khu vực này dao động từ 330 m (Montlaur) đến 1 013 m (Murasson) với độ cao trung bình 498 m.

## Hành chính
| Giai đoạn | Ủy viên       | Đảng          | Tư cách                      |
| --------- | ------------- | ------------- | ---------------------------- |
| 2004-2010 | Monique Alies | Divers droite | Thị trưởng Belmont-sur-Rance |

## Các đơn vị trực thuộc
Tổng Belmont-sur-Rance gồm 6 xã với dân số 2 508 người (điều tra dân số năm 1999, dân số không tính trùng).
| Xã                      | Dân số | Mã bưu chính | Mã insee |
| ----------------------- | ------ | ------------ | -------- |
| Belmont-sur-Rance       | 1 006  | 12370        | 12025    |
| Montlaur                | 581    | 12400        | 12154    |
| Murasson                | 212    | 12370        | 12163    |
| Mounes-Prohencoux       | 190    | 12370        | 12192    |
| Rebourguil              | 301    | 12400        | 12195    |
| Saint-Sever-du-Moustier | 218    | 12370        | 12249    |

## Biến động dân số
| 1962                                                     | 1968  | 1975  | 1982  | 1990  | 1999  |
| -------------------------------------------------------- | ----- | ----- | ----- | ----- | ----- |
| 2 574                                                    | 3 019 | 2 639 | 2 517 | 2 524 | 2 508 |
| Nombre retenu à partir de 1962 : dân số không tính trùng |       |       |       |       |       |